# Lars Solberg
Lars Solberg, född 12 oktober 1858 i Strinda, död 10 maj 1921, var en norsk arkitekt. 
Solberg utbildades som tekniker i Trondheim och Hannover och studerade därefter medeltida byggnadskonst. Han biträdde 1884–91 som assistent (under Christian Christie) vid restaureringen av Nidarosdomen, blev 1891 lärare i arkitekturhistoria vid Trondheims tekniska skola och var dessutom från 1905 ledamot av den kommitté som inspekterade domens restaurering. Han uppgjorde ritningar till många byggnader i Trondheim och Nordnorge samt till börsen i Bergen.